# Milota
Milota là một thị trấn thuộc hạt Szabolcs-Szatmár-Bereg, Hungary. Thị trấn này có diện tích 15,39 km², dân số năm 2010 là 831 người, mật độ 54 người/km².